# 马萨里克广场 (特热邦)
马萨里克广场（Masarykovo náměstí）是捷克特热邦老城区的中心广场，周围环绕着文艺复兴建筑和巴洛克建筑, 其中大部分已被宣布为国家文物。

## 历史
广场两侧的房屋数量相同，这表明每个房屋的位置都是预先确定的。广场周围最初为哥特式建筑，其中大多数中世纪房屋已在1562年的大火中被毁，此后以文艺复兴风格重建。1723年和1781年两次大火后，大多数房屋的外观再次发生变化。
广场中央矗立着巴洛克风格的圣母柱，这是捷克布杰约维采石匠利奥波德•休伯的作品。
托马斯·马萨里克总统于1919年和1925年两次正式访问该广场。
1968年8月21日星期三，整个广场被苏联坦克占领，以镇压特热邦市民的示威集会。在社会主义捷克斯洛伐克时期，广场以记者伏契克命名为伏契克广场（Fučíkovo náměstí）。
1990年天鹅绒革命后，广场恢复马萨里克广场原名。第一任捷克总统瓦茨拉夫•哈维尔来此访问。2011年12月18日，瓦茨拉夫•哈维尔去世，广场上举行了纪念活动。

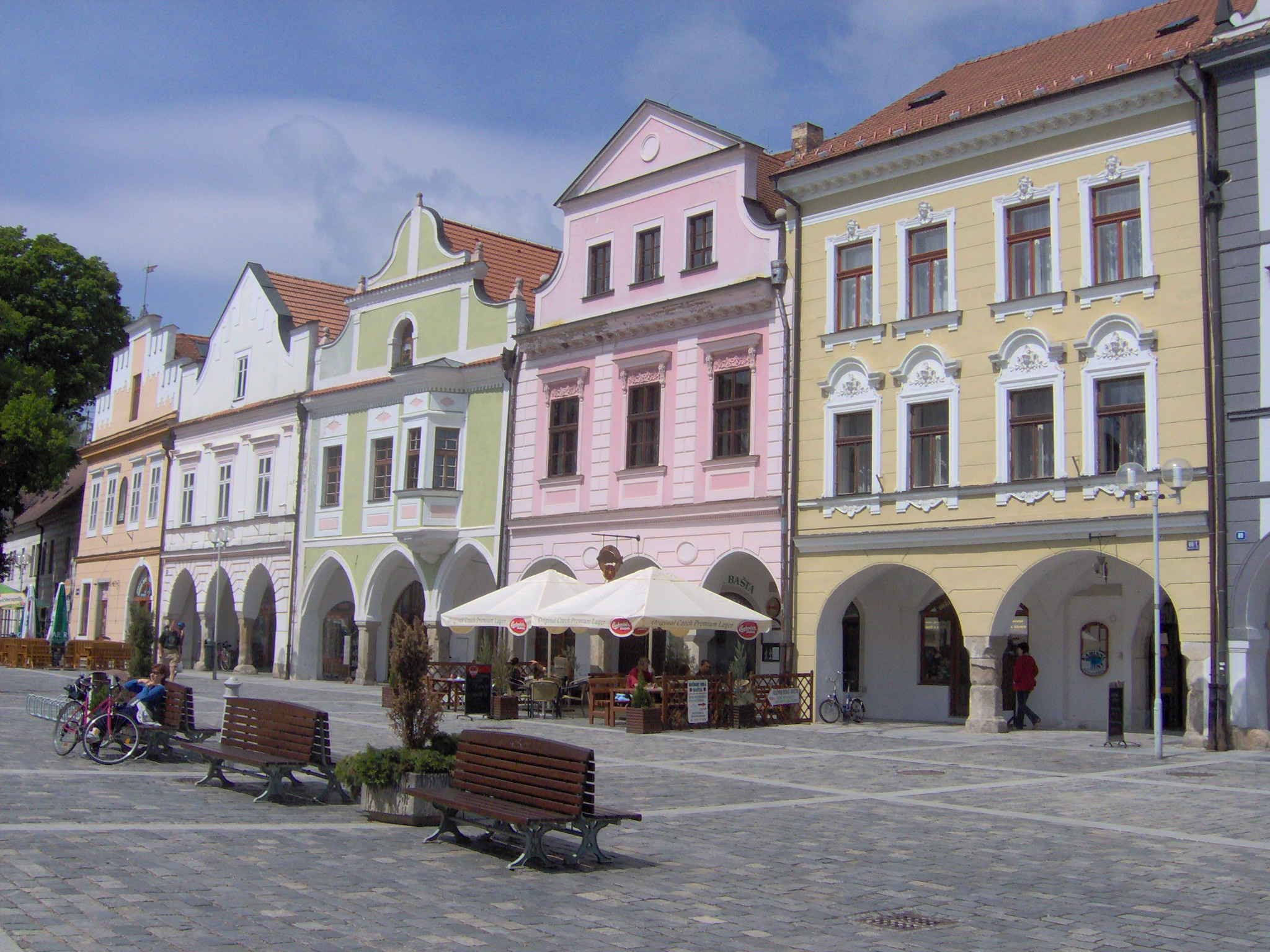
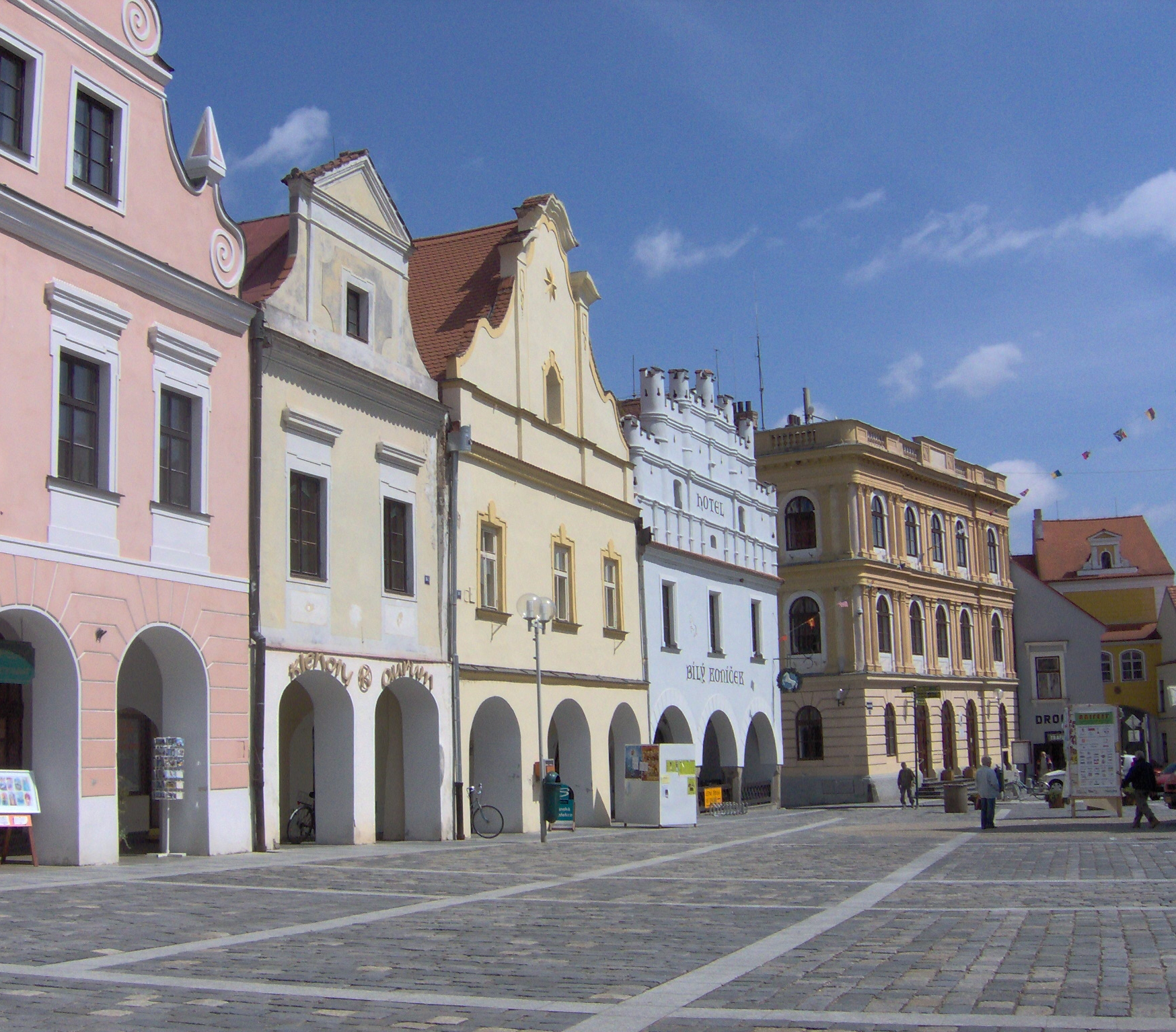
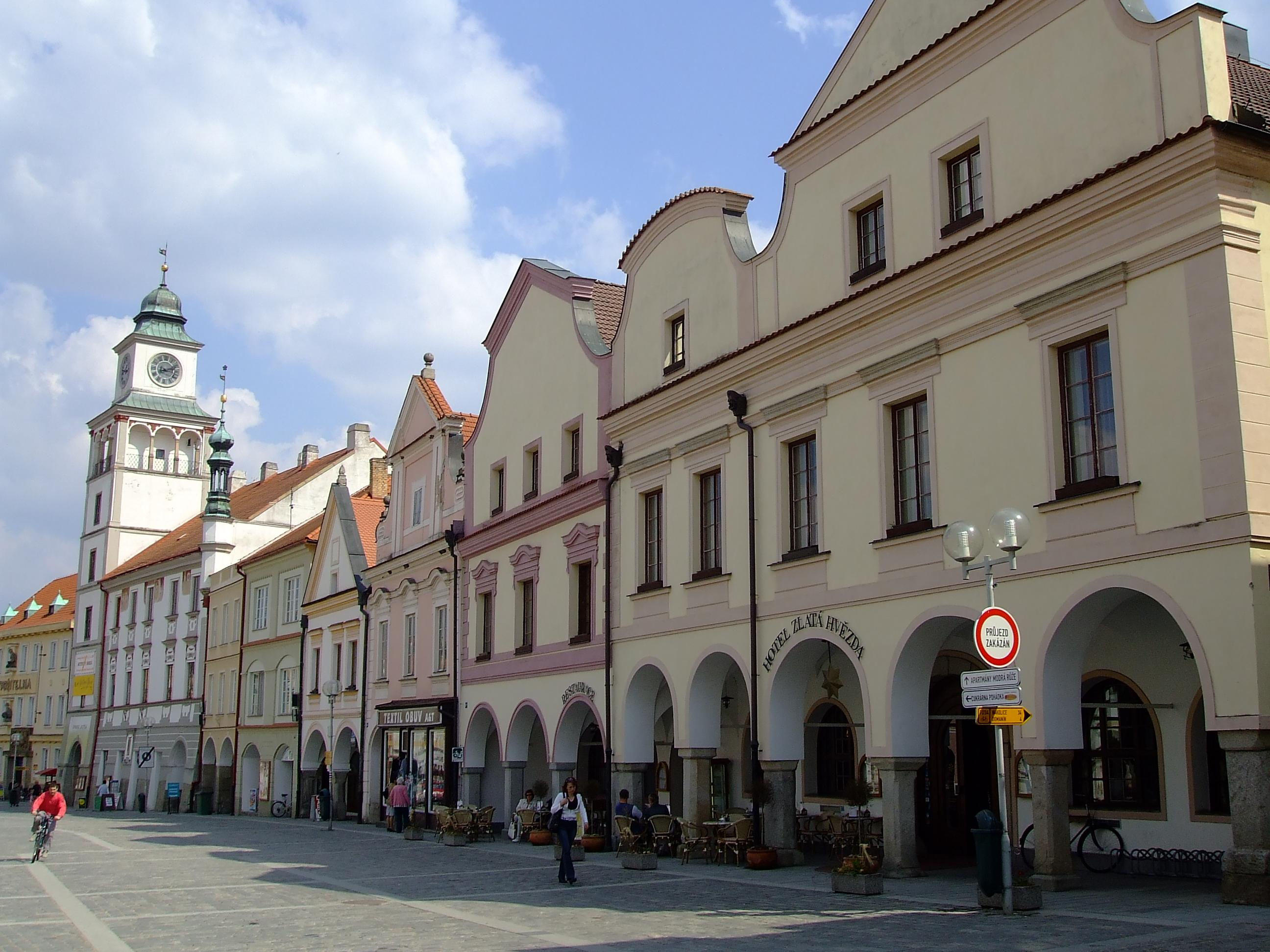
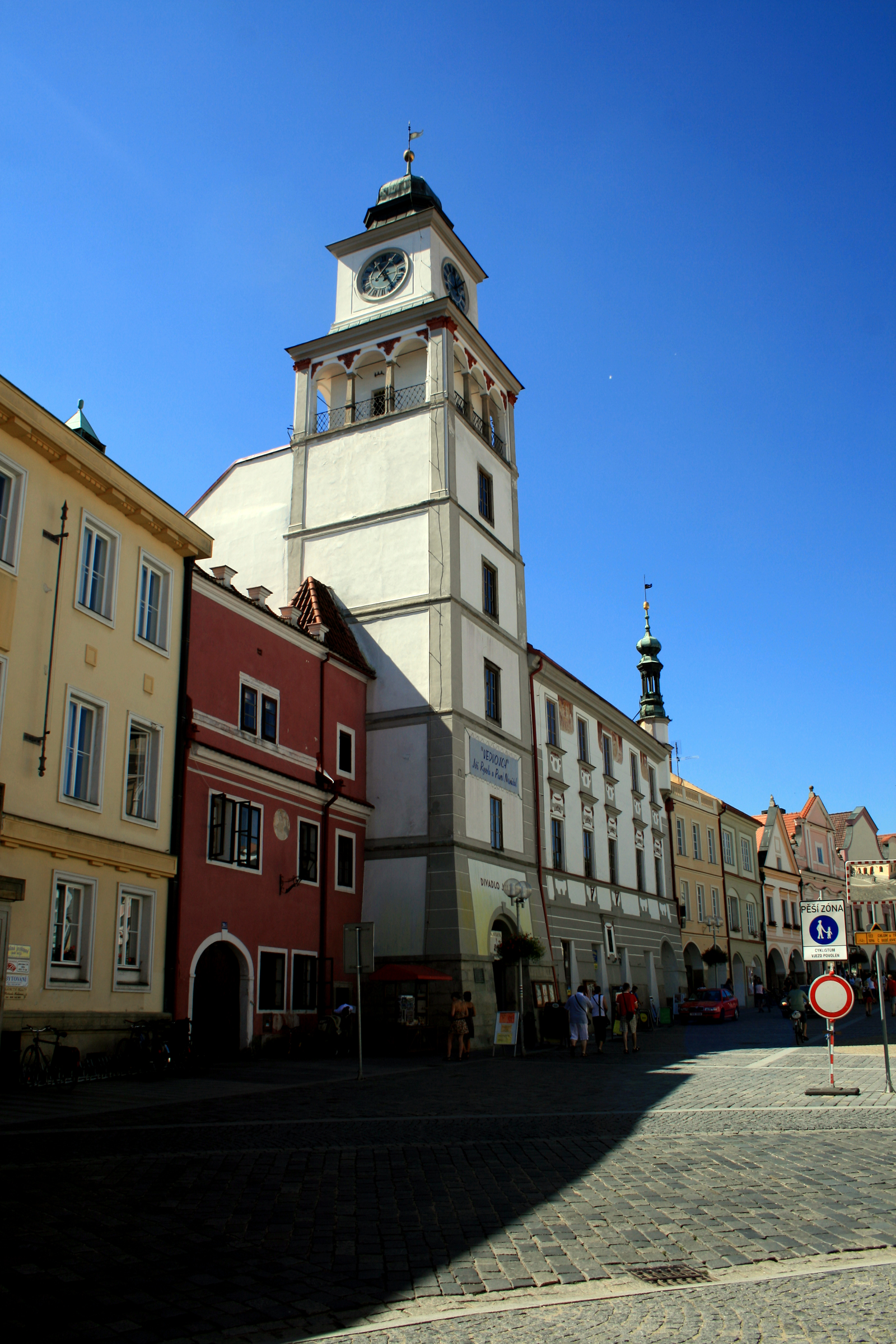
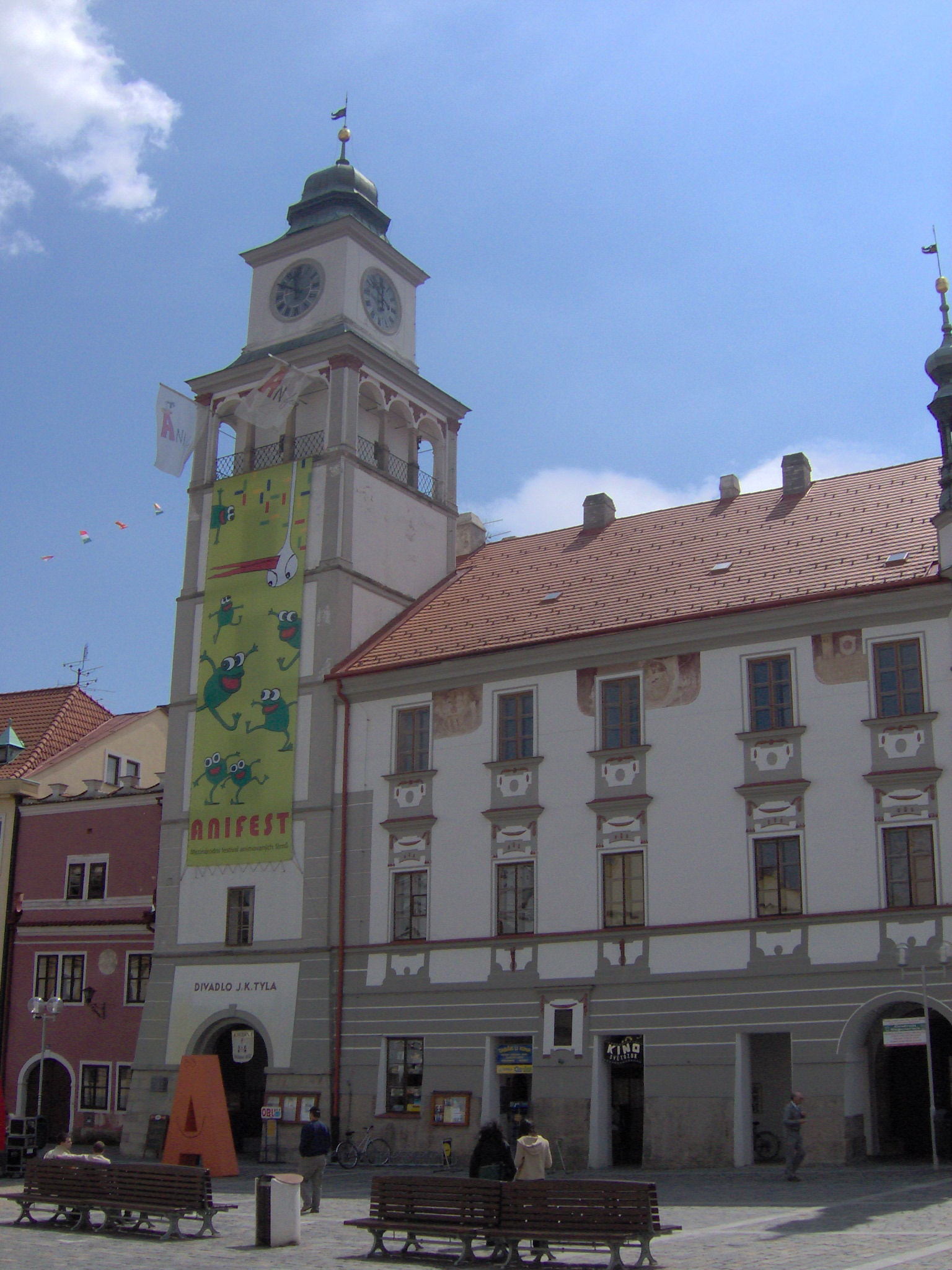
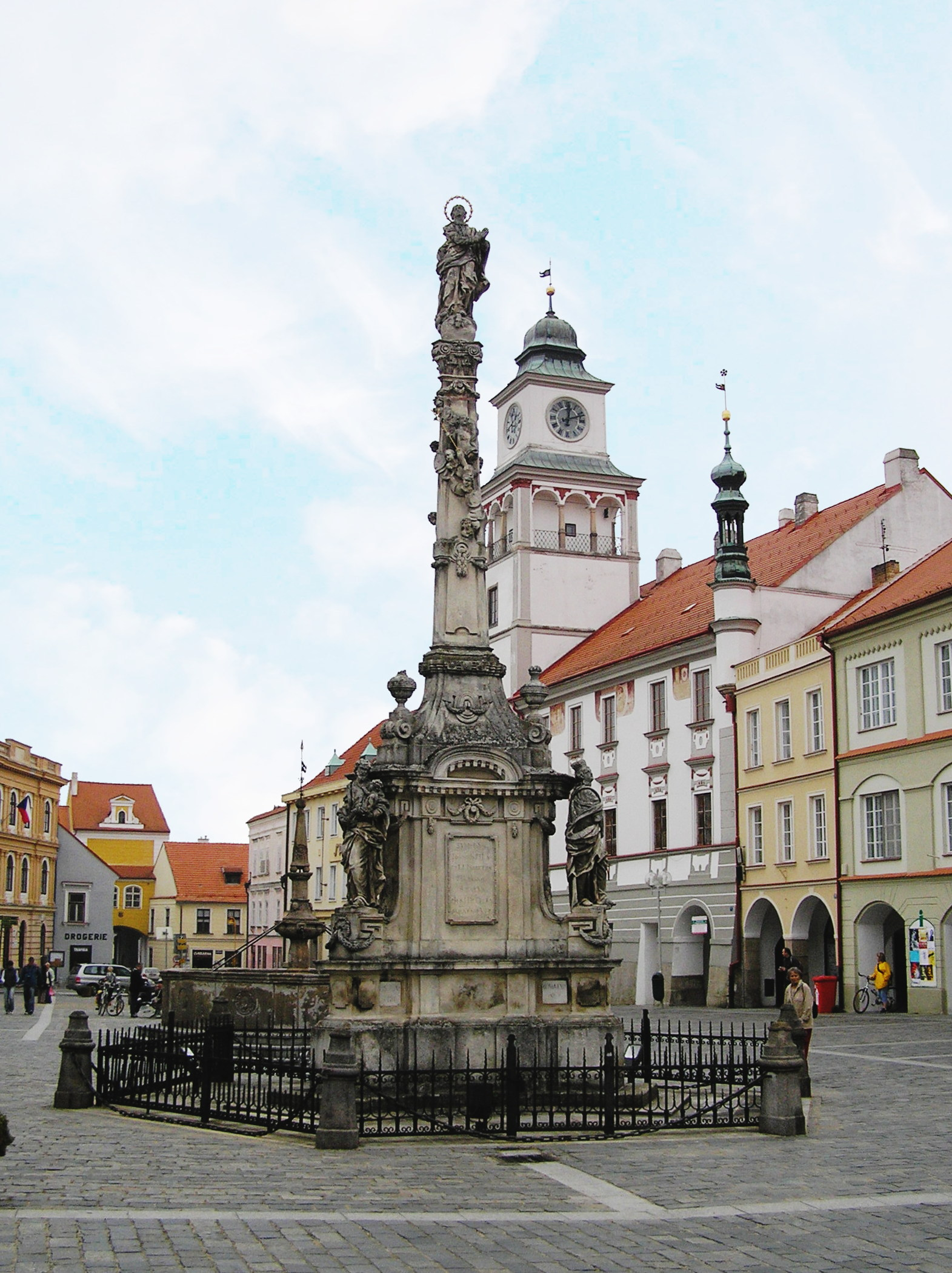
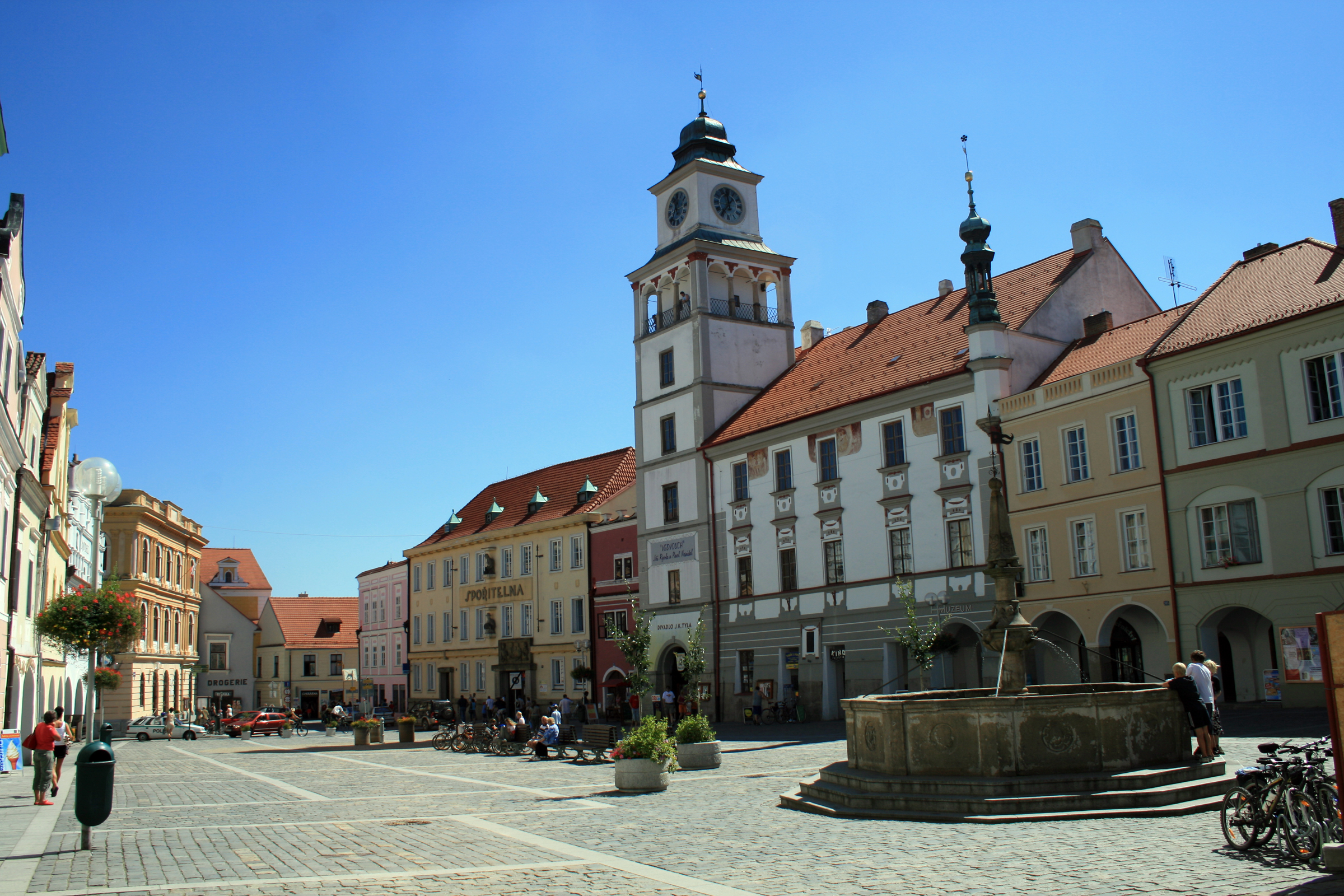
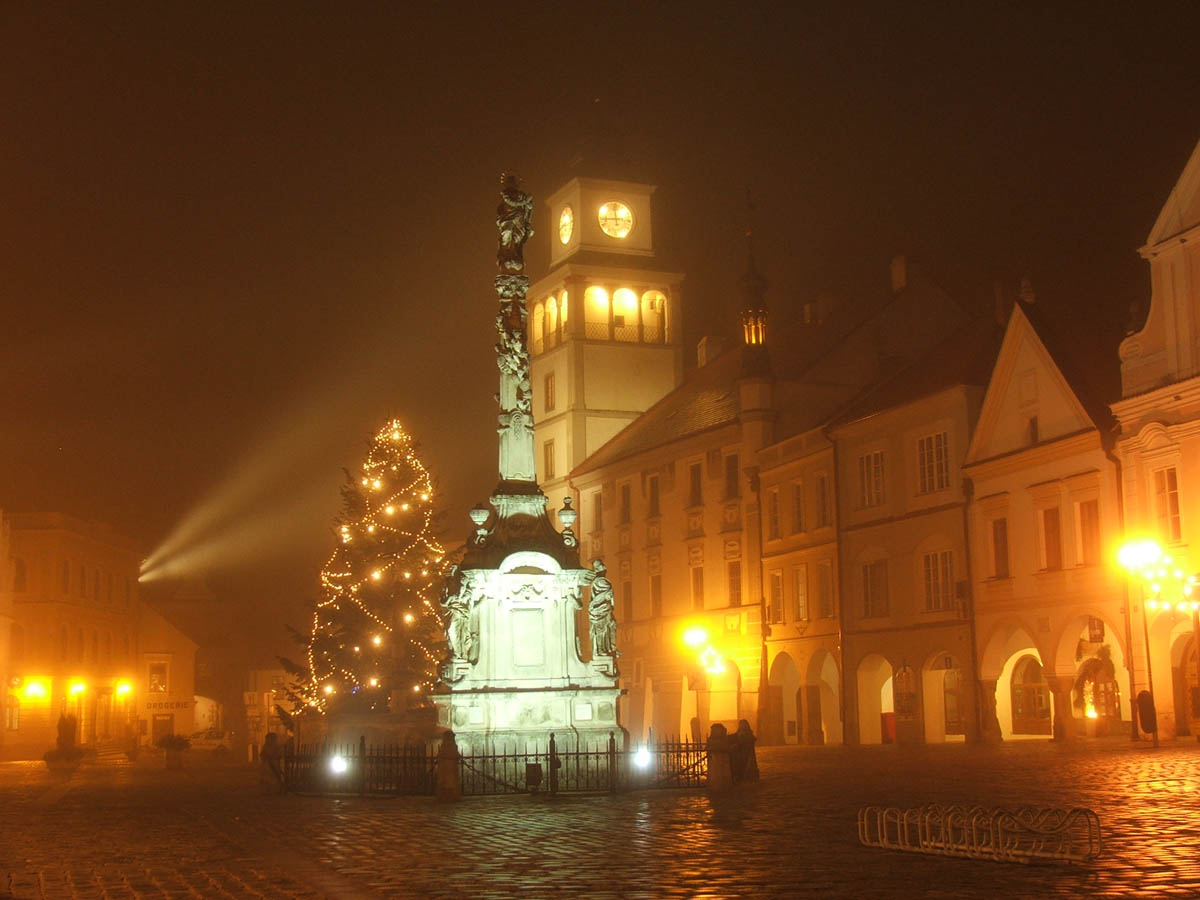
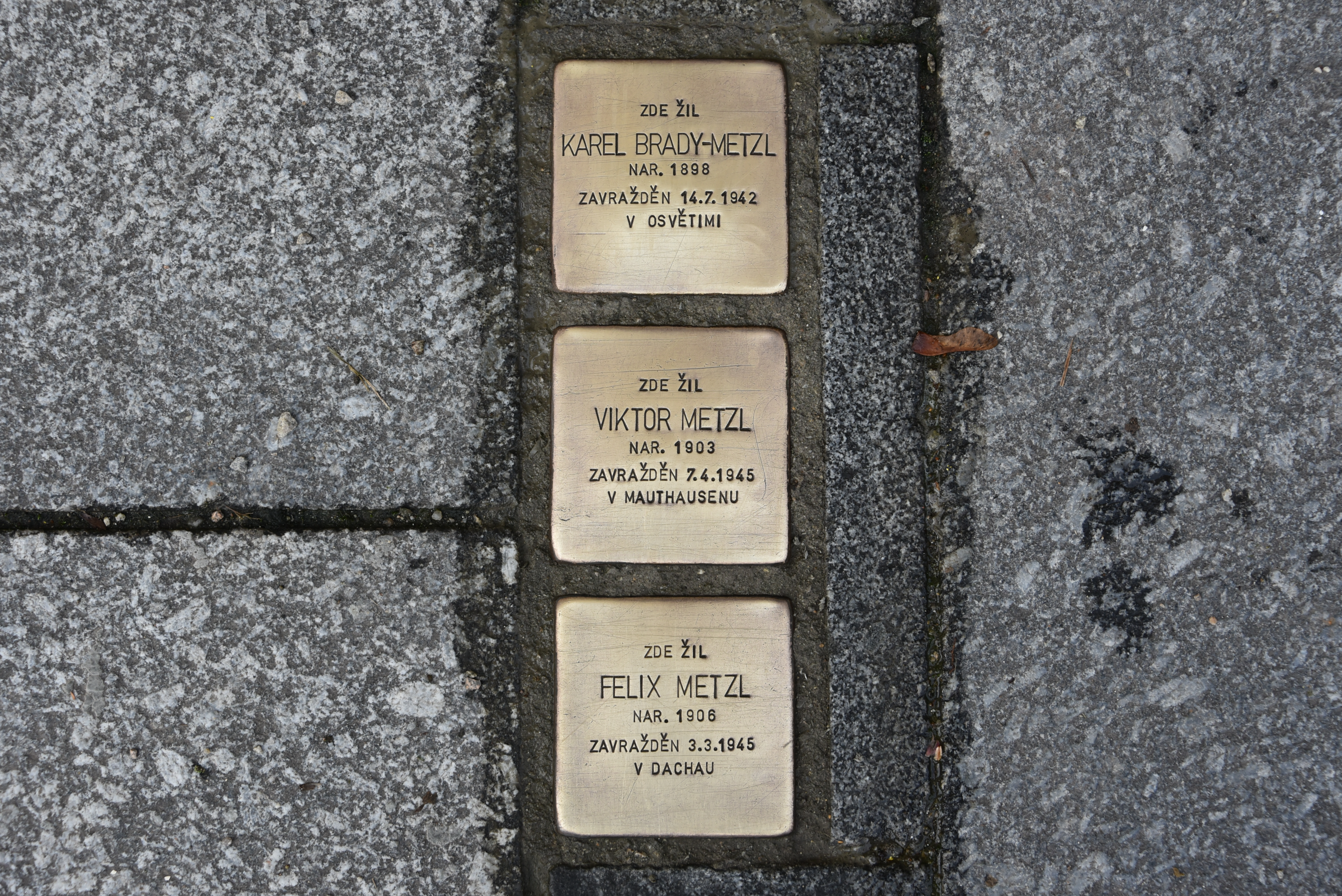